# Sauqueville
Sauqueville est une commune française située dans le département de la Seine-Maritime en région Normandie.

## Géographie

### Localisation
La Scie est le principal cours d'eau qui traverse la commune de Sauqueville. Les communes de Manéhouville, Anneville-sur-Scie, Tourville-sur-Arques, Offranville, Colmesnil-Manneville et Auppegard bordent son territoire.
Jusqu'en 2015, la commune faisait partie du canton d'Offranville.

### Hydrographie
La commune est située dans le bassin Seine-Normandie. Elle est drainée par la Scie et un bras de la Scie,,.
La Scie s'écoule du sud vers le nord, sur le flanc est du territoire communal. D'une longueur de 38 km, elle prend sa source dans la commune d'Étaimpuis et se jette  dans la Manche à Hautot-sur-Mer, après avoir traversé 20 communes. 

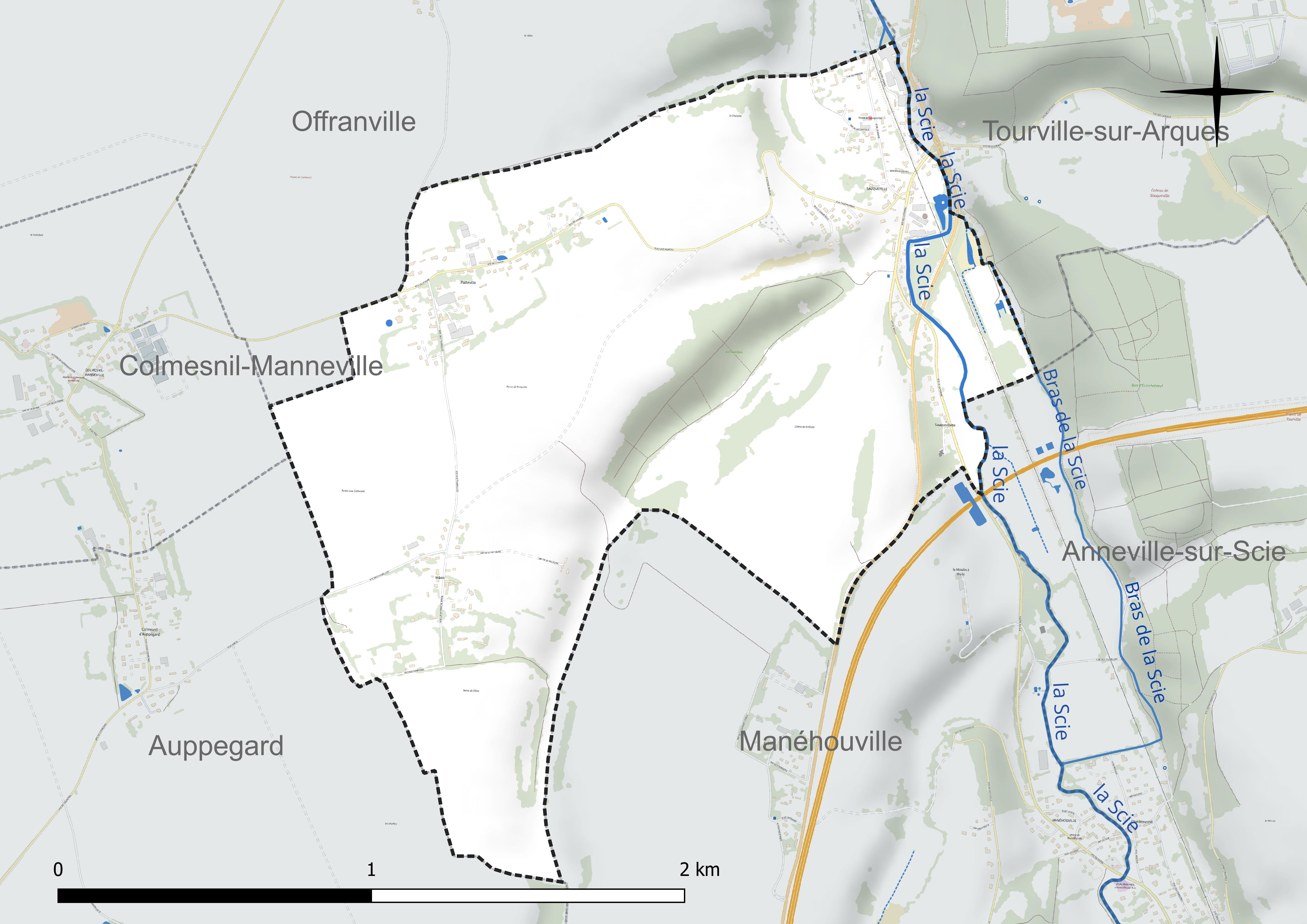
Réseau hydrographique de Sauqueville.

### Climat
Pour des articles plus généraux, voir Climat de la Normandie et Climat de la Seine-Maritime.
En 2010, le climat de la commune est de type climat océanique franc, selon une étude du CNRS s'appuyant sur une série de données couvrant la période 1971-2000. En 2020, Météo-France publie une typologie des climats de la France métropolitaine dans laquelle la commune est exposée à un climat océanique et est dans la région climatique Côtes de la Manche orientale, caractérisée par un faible ensoleillement (1 550 h/an) ; forte humidité de l’air (plus de 20 h/jour avec humidité relative > 80 % en hiver), vents forts fréquents. Parallèlement le GIEC normand, un groupe régional d’experts sur le climat, différencie quant à lui, dans une étude de 2020, trois grands types de climats pour la région Normandie, nuancés à une échelle plus fine par les facteurs géographiques locaux. La commune est, selon ce zonage, exposée à un « climat maritime », correspondant au Pays de Caux, frais, humide et pluvieux, légèrement plus frais que dans le Cotentin.
Pour la période 1971-2000, la température annuelle moyenne est de 10,7 °C, avec une amplitude thermique annuelle de 12,7 °C. Le cumul annuel moyen de précipitations est de 865 mm, avec 12,8 jours de précipitations en janvier et 8,5 jours en juillet. Pour la période 1991-2020, la température moyenne annuelle observée sur la station météorologique la plus proche, située sur la commune de Dieppe à 7 km à vol d'oiseau, est de 11,3 °C et le cumul annuel moyen de précipitations est de 805,2 mm,. Pour l'avenir, les paramètres climatiques de la commune estimés pour 2050 selon différents scénarios d’émission de gaz à effet de serre sont consultables sur un site dédié publié par Météo-France en novembre 2022.

## Urbanisme

### Typologie
Au 1er janvier 2024, Sauqueville est catégorisée commune rurale à habitat dispersé, selon la nouvelle grille communale de densité à sept niveaux définie par l'Insee en 2022.
Elle est située hors unité urbaine. Par ailleurs la commune fait partie de l'aire d'attraction de Dieppe, dont elle est une commune de la couronne,. Cette aire, qui regroupe 62 communes, est catégorisée dans les aires de 50 000 à moins de 200 000 habitants,.

### Occupation des sols
L'occupation des sols de la commune, telle qu'elle ressort de la base de données européenne d’occupation biophysique des sols Corine Land Cover (CLC), est marquée par l'importance des territoires agricoles (85,1 % en 2018), une proportion identique à celle de 1990 (85,1 %). La répartition détaillée en 2018 est la suivante : 
terres arables (50,9 %), prairies (32,7 %), forêts (8,5 %), zones urbanisées (6,4 %), zones agricoles hétérogènes (1,5 %). L'évolution de l’occupation des sols de la commune et de ses infrastructures peut être observée sur les différentes représentations cartographiques du territoire : la carte de Cassini (XVIIIe siècle), la carte d'état-major (1820-1866) et les cartes ou photos aériennes de l'IGN pour la période actuelle (1950 à aujourd'hui).

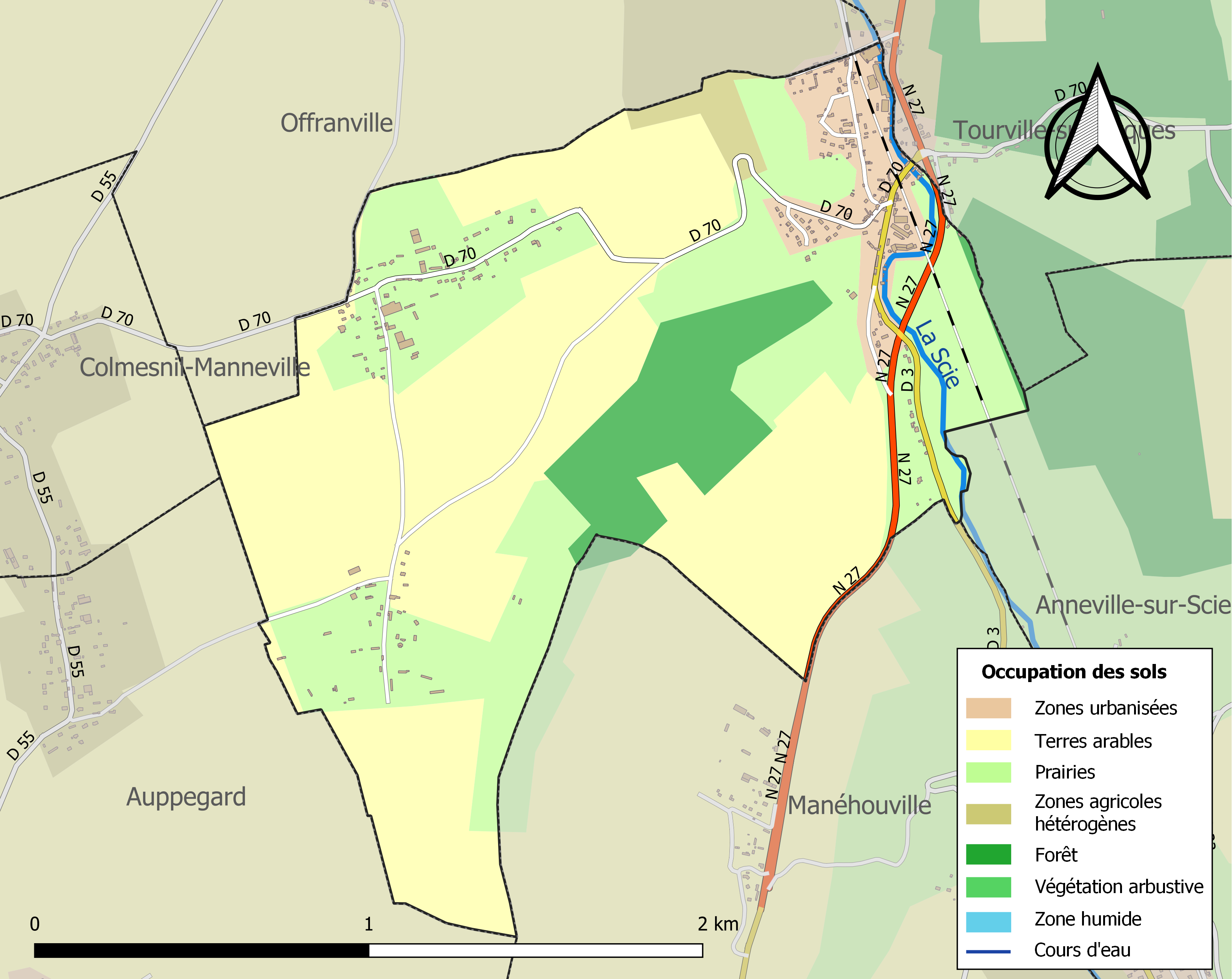
Carte des infrastructures et de l'occupation des sols de la commune en 2018 (CLC).

## Toponymie
Le nom de la localité est attesté sous les formes Salchevilla et Salcavilla vers 1135 (Orderic Vital III, 39, 46); Saukevilla en 1155 (Rec. Henri II, I, 101, 102), Sackevilla en 1188 et 1189; Sauquevilla avant 1189 (Le Cacheux-Longueville, 50); Saukevilla en 1202 (Le Cacheux-Longueville, 100); Sacqueville en 1237; Sauqueville en 1319; Sauquevilla en 1337 (Auguste Longnon, 31, 32); Saukevilla vers 1385 (H. Fr. XXIII, 435); Sauqueville en 1403 (Archives départementales de la Seine-Maritime,. E, fds Manneville); Sauqueville en 1503 (Beaucousin, 80 — vicomté d'Arques, sergenterie d'Offranville); Sauquevilla en 1546 (Arch. S.-M. G — Chambre du Clergé); Sauqueville en 1584 (Arch. S.-M. G 9390 sq.).
Il s'agit d’une formation toponymique en -ville au sens ancien de « domaine rural ». Cet appellatif est précédé d'un anthroponyme selon le cas général,  sans doute le nom de personne germanique Salico (comprendre également les variantes Salacho, Salcho, Salecho, Salicho, Salucho). Le même nom de personne semble se retrouver dans Soquentot (Sauchetot, Sauchentot au XIIe siècle) situé à 12 km de là, sans qu'il soit possible de dire s'il s'agit du même personnage. Ce dernier est associé à l'ancien scandinave topt, toft « emplacement, site d'une maison, ferme ».
Remarque : il existe les noms de personnes vieux norois Súlki et Sǫlgi, avec la possibilité de variantes non attestées *Salki, *Salgi.

### Cartes postales anciennes

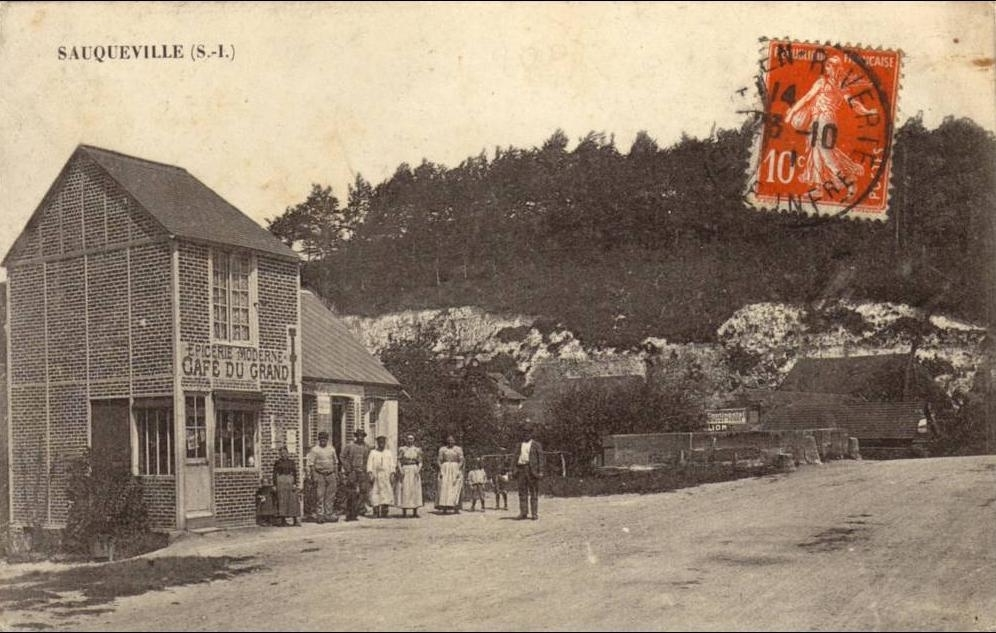
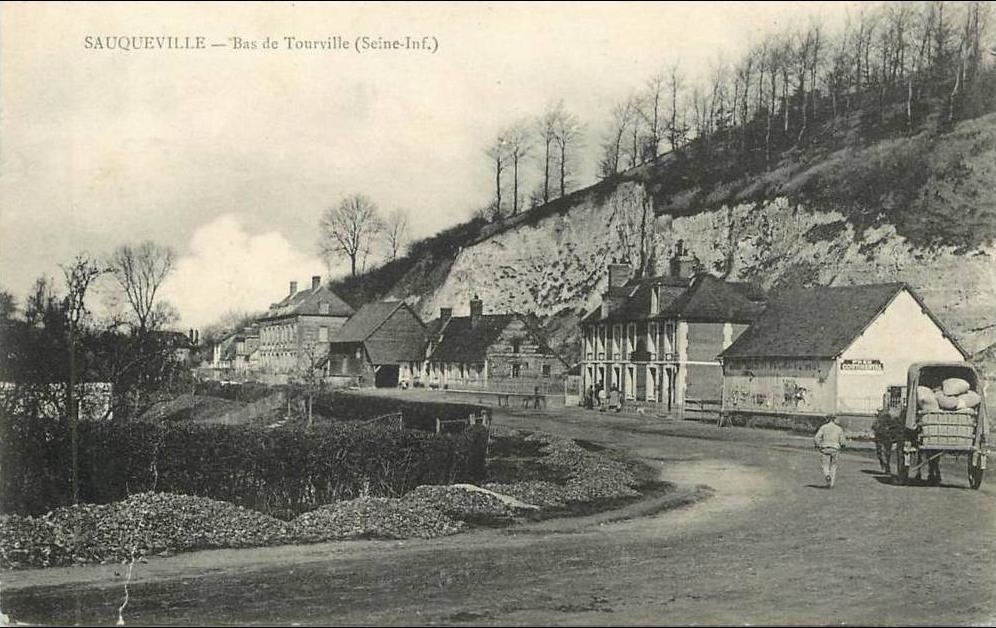

## Politique et administration
| Période                                  | Période                    | Identité                | Étiquette | Qualité                                                                                           |
| ---------------------------------------- | -------------------------- | ----------------------- | --------- | ------------------------------------------------------------------------------------------------- |
| Les données manquantes sont à compléter. |                            |                         |           |                                                                                                   |
| 1835                                     |                            | François Joseph Boulard |           |                                                                                                   |
| Les données manquantes sont à compléter. |                            |                         |           |                                                                                                   |
| mars 2001                                | En cours (au 10 août 2020) | Annie Pimont            |           | Coiffeuse retraitée Vice-présidente de Dieppe-Maritime (2014 → ) Réélue pour le mandat 2020-2026, |

## Démographie
L'évolution du nombre d'habitants est connue à travers les recensements de la population effectués dans la commune depuis 1793. Pour les communes de moins de 10 000 habitants, une enquête de recensement portant sur toute la population est réalisée tous les cinq ans, les populations de référence des années intermédiaires étant quant à elles estimées par interpolation ou extrapolation. Pour la commune, le premier recensement exhaustif entrant dans le cadre du nouveau dispositif a été réalisé en 2007.

En 2022, la commune comptait 350 habitants, en évolution de −2,23 % par rapport à 2016 (Seine-Maritime : +0,35 %, France hors Mayotte : +2,11 %).
| 1793 | 1800 | 1806 | 1821 | 1831 | 1836 | 1841 | 1846 | 1851 |
| ---- | ---- | ---- | ---- | ---- | ---- | ---- | ---- | ---- |
| 244  | 302  | 303  | 311  | 344  | 369  | 345  | 345  | 365  |

| 1856 | 1861 | 1866 | 1872 | 1876 | 1881 | 1886 | 1891 | 1896 |
| ---- | ---- | ---- | ---- | ---- | ---- | ---- | ---- | ---- |
| 368  | 362  | 368  | 365  | 351  | 366  | 400  | 380  | 355  |

| 1901 | 1906 | 1911 | 1921 | 1926 | 1931 | 1936 | 1946 | 1954 |
| ---- | ---- | ---- | ---- | ---- | ---- | ---- | ---- | ---- |
| 350  | 330  | 351  | 375  | 336  | 324  | 309  | 329  | 338  |

| 1962 | 1968 | 1975 | 1982 | 1990 | 1999 | 2006 | 2007 | 2012 |
| ---- | ---- | ---- | ---- | ---- | ---- | ---- | ---- | ---- |
| 326  | 351  | 323  | 326  | 360  | 360  | 359  | 359  | 372  |

| 2017 | 2022 | - | - | - | - | - | - | - |
| ---- | ---- | - | - | - | - | - | - | - |
| 345  | 350  | - | - | - | - | - | - | - |

## Culture locale et patrimoine

### Lieux et monuments
- L'église Sainte-Croix.

## Pour approfondir